# Giovanni Battista Baliani
Giovanni Battista Baliani (1582-1666) fue un matemático, astrónomo y físico italiano.

## Biografía
Baliani nació en Génova. Fue gobernador de Savona durante 1647–1649 y capitán de los arqueros de la República de Génova. Por más de 25 años, mantuvo correspondencia con Galileo Galilei acerca de las más novedosas teorías y experimentos científicos de esos tiempos[cita requerida].
En Savona, desde la Fortaleza de Priamar, repitió los experimentos de Galileo en la Torre de Pisa, obteniendo medidas más precisas que le permitieron disminuir los efectos del roce del aire. También realizó un experimento para demostrar que el calor generado en un recipiente metálico lleno de agua puede hacerla hervir tras frotarlo a altas velocidades.
Su principal trabajo fue titulado De motu naturali gravium, fluidorum et solidorum ("Sobre el movimiento de cuerpos, fluidos y sólidos"), publicado en 1638; en él, fue el primero en enunciar la ley de aceleración de un cuerpo y distinguir entre masa y peso.[cita requerida] También estudió las mareas, apoyando la teoría de Galileo de que eran generadas por los movimientos de la Luna alrededor de la Tierra. Sus argumentos fueron publicados por Giovanni Battista Riccioli en su Almagestum novum (1651) y posteriormente resumidos por John Wallis e Isaac Newton.[cita requerida]
Baliani murió en Génova en 1666.